# Gisbert Hasenjaeger

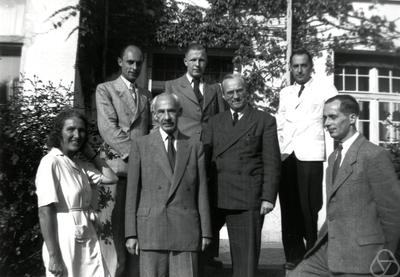
Herbst 1949 in Oberwolfach, von links: Irmgard Süss, Hans-Heinrich Ostmann, Paul Bernays, Gisbert Hasenjaeger, Arnold Schmidt, Herbert von Kaven, Kurt Schütte

Gisbert Hasenjaeger (* 1. Juni 1919 in Hildesheim; † 2. September 2006 in Plettenberg) war ein deutscher mathematischer Logiker.

## Leben und Werk
Hasenjaeger machte 1937 sein Abitur am Staatlichen Gymnasium in Mülheim an der Ruhr, wo sein Vater Edwin Renatus Hasenjaeger, ein Verwaltungsjurist, von 1936 bis 1946 Oberbürgermeister war. Hasenjaeger war danach beim Reichsarbeitsdienst und leistete seinen Wehrdienst. Im Zweiten Weltkrieg wurde er im Russlandfeldzug, den er bei der Artillerie mitmachte, im Januar 1942 schwer verwundet. Danach war er auf Verwendung von Heinrich Scholz hin im Referat IV a der Chiffrierabteilung des Oberkommandos der Wehrmacht bei Karl Stein, zuständig für die Sicherheit der Enigma, deren von den Engländern zur Entzifferung genutzte Sicherheitslücken der Dienststelle aber entgingen. Ab Ende 1945 studierte er Mathematik und speziell mathematische Logik bei Heinrich Scholz an der Westfälischen Wilhelms-Universität in Münster, bei dem er schon 1950 promovierte (Topologische Untersuchungen zur Semantik und Syntax eines erweiterten Prädikatenkalküls) und sich 1953 habilitierte. Er kannte Scholz noch von seiner Schulzeit und korrespondierte mit ihm während seiner Einberufung im Krieg. In Münster wurde er dessen Assistent. Mit Scholz schrieb er an dessen Lehrbuch Grundzüge der Mathematischen Logik in Springers Grundlehren-Reihe, das er 1961 nach dessen Tod herausgab.
Ein weiteres enges und offenbar ebenfalls lebenslanges Zusammenarbeitsverhältnis verband Hasenjaeger mit Paul Bernays, bei dem er, beginnend mit dem Wintersemester 1950/51, drei Semester an der ETH Zürich mit Mitteln des ETH-Rates mit Bernays’ Mengenlehre und insbesondere der Vorbereitung einer zweiten Auflage von Hilbert-Bernays’ „Grundlagen der Mathematik“ verbrachte.
1962 wurde Hasenjaeger Professor an der Universität Bonn und war dort Direktor am neu geschaffenen Seminar für Logik und Grundlagenforschung. 1964/65 war er Gastprofessor an der Princeton University. 1984 wurde er emeritiert, hielt aber noch zehn Jahre lang weiter Vorlesungen.
Unabhängig und gleichzeitig mit Leon Henkin entwickelte er 1949 einen neuen Beweis des Vollständigkeitssatzes von Kurt Gödel für die Prädikatenlogik.
Hasenjaeger befasste sich auch mit philosophischen Fragen.
Als Gegenpol entwickelte und baute er einfache logistische Maschinen, insbesondere Modelle für Turing-Maschinen zusammen mit Dieter Rödding, der davon zu dem Konzept der Registermaschine angeregt wurde.
Zu seinen Doktoranden zählen Ronald Jensen und Dieter Rödding.

## Schriften
- Einführung in die Grundbegriffe und Probleme der modernen Logik. Alber, Freiburg, München 1962 (englische Übersetzung: Introduction to the basic concepts and problems of modern logic, Reidel 1972).
- mit Heinrich Scholz: Grundzüge der mathematischen Logik. Springer 1961.

## Nachlass
Der Nachlass von Gisbert Hasenjaeger befindet sich im Deutschen Museum in München. Ein Teilnachlass mit persönlichen Unterlagen (insbesondere mit Bezug zu seinem Vater Edwin Hasenjaeger) wird im Stadtarchiv Mülheim an der Ruhr verwahrt.